# Anania tertialis
Anania tertialis is een vlinder van de familie van de grasmotten (Crambidae). De wetenschappelijke naam van deze soort is voor het eerst voorgesteld als Ebulea tertialis door Achille Guenée in een publicatie uit 1854.
De soort komt voor in Canada en de Verenigde Staten.